# Trockenlufttrockner
Trockenlufttrockner (TLT) sind Apparate, die vor, während oder nach Produktionsprozessen (z. B. Kunststoffverarbeitung) ein zu trocknendes hygroskopisches Gut mittels Trockenluft trocknen, um einen gewünschten Trockenheitsgrad (siehe auch  Restfeuchte) zu erreichen.
Gemeint sind Adsorptionstrockner (Adsorption) oder Trockner mit Molekularsieb.

## Verfahren
Luft durchströmt eine mit Trockenmittel gefüllte Zelle und erreicht hierdurch den gewünschten Trockengrad. Kenngröße ist der Taupunkt (z. B. −60 °C). Danach wird die Luft durch das zu trocknende Gut (Granulat oder Pulver) geleitet, um dieses zu trocknen.
Die Trockenluft wird (idealerweise) im geschlossenen Kreislauf geführt (Umlufttrockner).
Um einen kontinuierlichen Betrieb zu ermöglichen, werden zwei Trockenzellen im Wechsel betrieben.
Die jeweils beladene Zelle wird, dem Trockenmedium entsprechend Desorption, thermisch regeneriert.
Der Wechsel kann zeitgesteuert oder abhängig vom (messtechnisch erfassten) Beladungsgrad steuerelektronisch erfolgen.
Die Temperatur der Trockenluft kann dem Trockengut angepasst werden.
Ein alternatives Verfahren zum Trocknen von hygroskopischen Kunststoffen erzeugt die trockene Luft mittels expandierter Druckluft (also nicht mittels Trockenmittel). Maßgebliche Größen bei diesem Verfahren sind die Komprimierung der Druckluft und der Drucktaupunkt. Wird z. B. Luft komprimiert, so kann sie im gleichen Verhältnis weniger Wasser aufnehmen (Komprimierung auf 10 bar ergibt 1/10 der absoluten Wassermenge). Wird diese Luft anschließend kältegetrocknet (bei ca. 5 °C), so sinkt der Taupunkt durch die Volumenvergrößerung bei der Expansion auf unter −25 °C.

## Kenngrößen eines TLT
Zu den primären Kenngrößen eines Trockenlufttrockner zählen
- der Volumenstrom der Trockenluft,
- der erreichbare Taupunkt der Trockenluft,
- die Temperatur der Trockenluft.

Sekundäre Kenngrößen sind
- der Energiebedarf,
- die Energieeffizienz,
- der Kühlwasserbedarf,
- die Aufstellfläche,
- der Wartungsbedarf.